# Арабиноза
Арабиноза, C5H10O5 — простой углевод (моносахарид) из группы пентоз, относящийся к альдозам.
В формуле Фишера у D(+)-формы гидроксильная группа около 2-го атома углерода находится слева. Название происходит от арабина, основного компонента гуммиарабика и суффикса названий сахаридов -оз(а).

## Свойства
Бесцветные кристаллы, сладкие на вкус, растворимые в воде. Существует в двух стереоизомерных формах: (−)-арабиноза и (+)-арабиноза. Удельное вращение водного раствора +104,5°. Не сбраживается дрожжами. При окислении образует арабоновую кислоту, при восстановлении — пятиатомный спирт арабит.

## Распространённость в природе
Арабиноза широко распространена в растениях [главным образом (−)-арабиноза], особенно в плодах. (+)-арабиноза входит в состав многих сложных сахаров (полисахаридов) растительного происхождения — камедей (гуммиарабик, вишнёвый клей), слизей, гемицеллюлоз (арабан), пектиновых веществ, а также гликозидов (сапонинов, флавоноидов). Для некоторых бактерий арабиноза — единственный источник углерода.
В растениях образуется при декарбоксилировании галактуроновой кислоты. Может быть получена кислотным гидролизом вишнёвого клея или свекловичного жома.